# Жозе Беяр
Жозе Беяр (фр. José Beyaert, 1 жовтня 1925 — 11 червня 2005) — французький велогонщик.
Олімпійський чемпіон 1948 року в груповій шосейній гонці, бронзовий призер 1948 року в командній шосейній гонці.